# Cada Ghanés Viviendo en Cualquier Lugar
Cada Ghanés Viviendo en Cualquier Lugar (en inglés: Every Ghanaian Living Everywhere) conocido como Partido EGLE o solo EGLE, es un partido político izquierdista minoritario de Ghana establecido en 1992, con el advenimiento de la democracia. Formó parte de la gobernante Alianza Progresista entre 1993 y 2001, cuando la misma se disolvió.
Solo tuvo representación parlamentaria entre 1993 y 1997, cuando su líder, Owuraku Amofa, fue diputado por la circunscripción de Abuakwa. En 2004, el partido EGLE se unió a la Gran Coalición de Edward Mahama, que obtuvo el 1.91% de los votos. En el parlamento, la alianza consiguió cuatro escaños.

## Resultados legislativos
|  | 0.51 % |

|  | 0.10 % |

|  | 0.19 % |